# Llista d'espècies de saltícids (A-B)
Llista de les espècies de saltícids per ordre alfabètic, de la lletra A a la B, descrites fins al 23 de maig del 2006.
- Per a les llistes d'espècies amb les altres lletres de l'alfabet, aneu a l'article principal: Llista d'espècies de saltícids.
- Per a la llista de tots els gèneres vegeu l'article Llista de gèneres de saltícids.

| Directori A B |

## A

### Abracadabrella
Abracadabrella Zabka, 1991
- Abracadabrella birdsville Zabka, 1991 (Queensland)
- Abracadabrella elegans (L. Koch, 1879) (Queensland)
- Abracadabrella lewiston Zabka, 1991 (Sud d'Austràlia)

### Acragas
Acragas Simon, 1900
- Acragas carinatus Crane, 1943 (Veneçuela)
- Acragas castaneiceps Simon, 1900 (Brasil)
- Acragas erythraeus Simon, 1900 (Brasil)
- Acragas fallax (Peckham i Peckham, 1896) (Panamà)
- Acragas hieroglyphicus (Peckham i Peckham, 1896) (de Mèxic a Panamà)
- Acragas humaitae Bauab i Soares, 1978 (Brasil)
- Acragas humilis Simon, 1900 (Brasil)
- Acragas leucaspis Simon, 1900 (Veneçuela)
- Acragas longimanus Simon, 1900 (Brasil)
- Acragas longipalpus (Peckham i Peckham, 1885) (Guatemala)
- Acragas mendax Bauab i Soares, 1978 (Brasil)
- Acragas miniaceus Simon, 1900 (Perú, Brasil)
- Acragas nigromaculatus (Mello-Leitão, 1922) (Brasil)
- Acragas pacatus (Peckham i Peckham, 1896) (Amèrica Central)
- Acragas peckhami (Chickering, 1946) (Panamà)
- Acragas procalvus Simon, 1900 (Perú)
- Acragas quadriguttatus (F. O. P.-Cambridge, 1901) (de Mèxic fins a Panamà)
- Acragas rosenbergi Simon, 1901 (Equador)
- Acragas trimaculatus Mello-Leitão, 1917 (Brasil)
- Acragas zeteki (Chickering, 1946) (Panamà)

### Admestina
Admestina Peckham i Peckham, 1888
- Admestina archboldi Piel, 1992 (EUA)
- Admestina tibialis (C. L. Koch, 1846) (EUA)
- Admestina wheeleri Peckham i Peckham, 1888 (EUA, Canadà)

### Admesturius
Admesturius Galiano, 1988
- Admesturius bitaeniatus (Simon, 1901) (Xile)
- Admesturius schajovskoyi Galiano, 1988 (Xile, Argentina)

### Adoxotoma
Adoxotoma Simon, 1909
- Adoxotoma bargo Zabka, 2001 (Nova Gal·les del Sud)
- Adoxotoma chionopogon Simon, 1909 (Austràlia Occidental)
- Adoxotoma forsteri Zabka, 2004 (Nova Zelanda)
- Adoxotoma hannae Zabka, 2001 (Nova Gal·les del Sud)
- Adoxotoma justyniae Zabka, 2001 (Nova Gal·les del Sud)
- Adoxotoma nigroolivacea Simon, 1909 (Austràlia Occidental)

### Aelurillus
Aelurillus Simon, 1884
- Aelurillus aeruginosus (Simon, 1871) (Mediterrani)
- Aelurillus andreevae Nenilin, 1984 (Àsia central)
- Aelurillus angularis Prószynski, 2000 (Israel)
- Aelurillus ater (Kroneberg, 1875) (Àsia central)
- Aelurillus basseleti (Lucas, 1846) (Algèria, Tunísia)
- Aelurillus blandus (Simon, 1871) (Grècia, Creta)
- Aelurillus bokerinus Prószynski, 2003 (Israel)
- Aelurillus brutus Wesolowska, 1996 (Turkmenistan, Kazakhstan)
- Aelurillus catherinae Prószynski, 2000 (Iemen)
- Aelurillus catus Simon, 1885 (Senegal)
- Aelurillus cognatus (O. P.-Cambridge, 1872) (Líban)
- Aelurillus concolor Kulczyn'ski, 1901 (Macedònia, Iran, Àsia central)
- Aelurillus conveniens (O. P.-Cambridge, 1872) (Iemen, Israel, Síria)
- Aelurillus cretensis Azarkina, 2002 (Creta)
- Aelurillus cristatopalpus Simon, 1902 (Sud-àfrica)
- Aelurillus dorthesi (Audouin, 1826) (Iemen)
- Aelurillus dubatolovi Azarkina, 2003 (Àsia central)
- Aelurillus faragallai Prószynski, 1993 (Aràbia Saudí, Iemen)
- Aelurillus gershomi Prószynski, 2000 (Israel)
- Aelurillus guecki Metzner, 1999 (Grècia)
- Aelurillus helvenacius Logunov, 1993 (Mongòlia)
- Aelurillus hirtipes Denis, 1960 (Nord d'Àfrica)
- Aelurillus improvisus Azarkina, 2002 (Índia)
- Aelurillus jerusalemicus Prószynski, 2000 (Israel)
- Aelurillus kochi Roewer, 1951 (Grècia, Israel, Síria)
- Aelurillus kopetdaghi Wesolowska, 1996 (Turkmenistan)
- Aelurillus kronestedti Azarkina, 2004 (Sri Lanka)
- Aelurillus laniger Logunov i Marusik, 2000 (Kazakhstan)
- Aelurillus latebricola Spassky, 1941 (Tadjikistan)
- Aelurillus leipoldae (Metzner, 1999) (Creta)
- Aelurillus logunovi Azarkina, 2004 (Afganistan, Pakistan)
- Aelurillus lopadusae Cantarella, 1983 (Itàlia, Algèria)
- Aelurillus lucasi Roewer, 1951 (Illes Canàries, Illes Salvatges)
- Aelurillus luctuosus (Lucas, 1846) (Del Mediterrani fins al Turkmenistan)
- Aelurillus lutosus (Tyschchenko, 1965) (Kazakhstan, Kirguizstan)
- Aelurillus marusiki Azarkina, 2002 (Iran)
- Aelurillus minimontanus Azarkina, 2002 (Índia)
- Aelurillus minutus Azarkina, 2002 (Síria)
- Aelurillus m-nigrum Kulczyn'ski, 1891 (Paleàrtic)
- Aelurillus monardi (Lucas, 1846) (Mediterrani)
- Aelurillus muganicus Dunin, 1984 (Azerbaidjan)
- Aelurillus nabataeus Prószynski, 2003 (Israel)
- Aelurillus nenilini Azarkina, 2002 (Turkmenistan, Uzbekistan, Kazakhstan)
- Aelurillus numidicus (Lucas, 1846) (Algèria)
- Aelurillus plumipes (Thorell, 1875) (Algèria, Tunísia)
- Aelurillus politiventris (O. P.-Cambridge, 1872) (De Grècia fins a Israel)
- Aelurillus quadrimaculatus Simon, 1889 (Índia, Sri Lanka)
- Aelurillus reconditus Wesolowska i van Harten, 1994 (Iemen)
- Aelurillus rugatus (Bösenberg i Lenz, 1895) (Tanzània)
- Aelurillus sahariensis Berland i Millot, 1941 (Mali)
- Aelurillus schembrii Cantarella, 1982 (Sicília, Malta)
- Aelurillus simoni (Lebert, 1877) (Suïssa)
- Aelurillus simplex (Herman, 1879) (Hongria)
- Aelurillus spinicrus (Simon, 1871) (Marroc)
- Aelurillus steinmetzi Metzner, 1999 (Grècia)
- Aelurillus steliosi Dobroruka, 2002 (Creta)
- Aelurillus subaffinis Caporiacco, 1947 (Etiòpia)
- Aelurillus subfestivus Saito, 1934 (Japó)
- Aelurillus unitibialis Azarkina, 2002 (Iran)
- Aelurillus v-insignitus (Clerck, 1757) (Paleàrtic)
  - Aelurillus v-insignitus morulus (Simon, 1937) (França)
  - Aelurillus v-insignitus obsoletus Kulczyn'ski, 1891 (Europa de l'Est)

### Afraflacilla
Afraflacilla Berland i Millot, 1941
- Afraflacilla antineae (Denis, 1954) (Algèria)
- Afraflacilla asorotica (Simon, 1890) (Aràbia Saudí, Israel, Iemen)
- Afraflacilla bamakoi Berland i Millot, 1941 (Sudan)
- Afraflacilla berlandi Denis, 1955 (Líbia)
- Afraflacilla courti Zabka, 1993 (Nova Guinea)
- Afraflacilla epiblemoides (Chyzer, 1891) (Central, Europa de l'Est)
- Afraflacilla grayorum Zabka, 1993 (Austràlia Occidental, Queensland)
- Afraflacilla gunbar Zabka i Gray, 2002 (Nova Gal·les del Sud)
- Afraflacilla huntorum Zabka, 1993 (Austràlia Occidental, Victoria)
- Afraflacilla millidgei Zabka i Gray, 2002 (Austràlia Occidental)
- Afraflacilla risbeci Berland i Millot, 1941 (Senegal)
- Afraflacilla scenica Denis, 1955 (Niger)
- Afraflacilla similis Berland i Millot, 1941 (Senegal)
- Afraflacilla stridulator Zabka, 1993 (Austràlia Occidental)
- Afraflacilla vestjensi Zabka, 1993 (Territori del Nord)
- Afraflacilla wadis (Prószynski, 1989) (Aràbia Saudí, Israel, Iemen)
- Afraflacilla yeni Zabka, 1993 (Victoria)

### Afrobeata
Afrobeata Caporiacco, 1941
- Afrobeata firma Wesolowska i van Harten, 1994 (Socotra)
- Afrobeata latithorax Caporiacco, 1941 (Etiòpia)
- Afrobeata magnifica Wesolowska i Russell-Smith, 2000 (Tanzània)

### Afromarengo
Afromarengo Benjamin, 2004
- Afromarengo coriacea (Simon, 1900) (Central, Est Sud-àfrica)
- Afromarengo lyrifera (Wanless, 1978) (Angola)

### Agassa
Agassa Simon, 1901
- Agassa cyanea (Hentz, 1846) (EUA)

### Agelista
Agelista Simon, 1900
- Agelista andina Simon, 1900 (Brasil, Paraguai, Argentina)

### Agobardus
Agobardus Keyserling, 1885
- Agobardus anormalis Keyserling, 1885 (Índies Occidentals)
  - Agobardus anormalis montanus Bryant, 1943 (Hispaniola)
- Agobardus blandus Bryant, 1947 (Puerto Rico)
- Agobardus brevitarsus Bryant, 1943 (Hispaniola)
- Agobardus cubensis (Franganillo, 1935) (Cuba)
- Agobardus fimbriatus Bryant, 1940 (Cuba)
- Agobardus keyserlingi Bryant, 1940 (Cuba)
- Agobardus mandibulatus Bryant, 1940 (Cuba)
- Agobardus mundus Bryant, 1940 (Cuba)
- Agobardus obscurus Bryant, 1943 (Hispaniola)
- Agobardus perpilosus Bryant, 1943 (Hispaniola)
- Agobardus prominens Bryant, 1940 (Cuba)

### Agorius
Agorius Thorell, 1877
- Agorius baloghi Szüts, 2003 (Nova Guinea, Nova Bretanya)
- Agorius borneensis Edmunds i Prószynski, 2001 (Borneo)
- Agorius cinctus Simon, 1901 (Java, Lombok)
- Agorius constrictus Simon, 1901 (Singapur)
- Agorius formicinus Simon, 1903 (Sumatra)
- Agorius gracilipes Thorell, 1877 (Sulawesi)
- Agorius semirufus Simon, 1901 (Filipines)

### Aillutticus
Aillutticus Galiano, 1987
- Aillutticus nitens Galiano, 1987 (Argentina, Brasil)
- Aillutticus pinquidor Galiano, 1987 (Argentina)
- Aillutticus rotundus Galiano, 1987 (Brasil)

### Akela
Akela Peckham i Peckham, 1896
- Akela charlottae Peckham i Peckham, 1896 (Guatemala, Panamà)
- Akela fulva Dyal, 1935 (Pakistan)
- Akela ruricola Galiano, 1999 (Brasil, Uruguai, Argentina)

### Albionella
Albionella Chickering, 1946
- Albionella chickeringi Caporiacco, 1954 (Guaiana Francesa)
- Albionella guianensis Caporiacco, 1954 (Guaiana Francesa)
- Albionella propria Chickering, 1946 (Panamà)

### Alcmena
Alcmena C. L. Koch, 1846
- Alcmena amabilis C. L. Koch, 1846 (Mèxic)
- Alcmena psittacina C. L. Koch, 1846 (Brasil)
- Alcmena trifasciata Caporiacco, 1954 (Guaiana Francesa)
- Alcmena tristis Mello-Leitão, 1945 (Argentina)
- Alcmena vittata Karsch, 1880 (Veneçuela)

### Alfenus
Alfenus Simon, 1902
- Alfenus calamistratus Simon, 1902 (Congo)
- Alfenus chrysophaeus Simon, 1903 (Guinea Equatorial o Camerun)

### Allococalodes
Allococalodes Wanless, 1982
- Allococalodes alticeps Wanless, 1982 (Nova Guinea)
- Allococalodes cornutus Wanless, 1982 (Nova Guinea)

### Allodecta
Allodecta Bryant, 1950
- Allodecta maxillaris Bryant, 1950 (Jamaica)

### Amatorculus
Amatorculus Ruiz i Brescovit, 2005
- Amatorculus stygius Ruiz i Brescovit, 2005 (Brasil)

### Amphidraus
Amphidraus Simon, 1900
- Amphidraus argentinensis Galiano, 1997 (Argentina)
- Amphidraus auriga Simon, 1900 (Bolívia)
- Amphidraus duckei Galiano, 1967 (Brasil)
- Amphidraus santanae Galiano, 1967 (Brasil)

### Amycus
Amycus C. L. Koch, 1846
- Amycus amrishi Makhan, 2006 (Surinam)
- Amycus annulatus Simon, 1900 (Brasil)
- Amycus ectypus Simon, 1900 (Perú, Brasil)
- Amycus effeminatus Caporiacco, 1954 (Guaiana Francesa)
- Amycus equulus Simon, 1900 (Brasil)
- Amycus flavicomis Simon, 1900 (Brasil, Argentina)
- Amycus flavolineatus C. L. Koch, 1846 (Mèxic)
- Amycus igneus (Perty, 1833) (Brasil)
- Amycus lycosiformis Taczanowski, 1878 (Perú)
- Amycus patellaris (Caporiacco, 1954) (Guaiana Francesa)
- Amycus pertyi Simon, 1900 (Perú)
- Amycus rufifrons Simon, 1900 (Brasil)
- Amycus spectabilis C. L. Koch, 1846 (Perú, Brasil)

### Anarrhotus
Anarrhotus Simon, 1902
- Anarrhotus fossulatus Simon, 1902 (Malàisia)

### Anasaitis
Anasaitis Bryant, 1950
- Anasaitis canosa (Walckenaer, 1837) (EUA, Cuba)
- Anasaitis decoris Bryant, 1950 (Jamaica)
- Anasaitis morgani (Peckham i Peckham, 1901) (Jamaica, Hispaniola)
- Anasaitis scintilla Bryant, 1950 (Jamaica)
- Anasaitis venatoria (Peckham i Peckham, 1901) (Jamaica)

### Anaurus
Anaurus Simon, 1900
- Anaurus flavimanus Simon, 1900 (Brasil)

### Anicius
Anicius Chamberlin, 1925
- Anicius dolius Chamberlin, 1925 (Mèxic)

### Anokopsis
Anokopsis Bauab i Soares, 1980
- Anokopsis avitoides Bauab i Soares, 1980 (Brasil)

### Antillattus
Antillattus Bryant, 1943
- Antillattus gracilis Bryant, 1943 (Hispaniola)
- Antillattus placidus Bryant, 1943 (Hispaniola)

### Aphirape
Aphirape C. L. Koch, 1850
- Aphirape ancilla (C. L. Koch, 1846) (Brasil)
- Aphirape boliviensis Galiano, 1981 (Bolívia, Argentina)
- Aphirape flexa Galiano, 1981 (Argentina, Uruguai)
- Aphirape gamas Galiano, 1996 (Brasil, Argentina)
- Aphirape misionensis Galiano, 1981 (Argentina, Brasil)
- Aphirape riojana (Mello-Leitão, 1941) (Argentina)
- Aphirape riparia Galiano, 1981 (Argentina)
- Aphirape uncifera (Tullgren, 1905) (Argentina)

### Arachnomura
Arachnomura Mello-Leitão, 1917
- Arachnomura adfectuosa Galiano, 1977 (Argentina)
- Arachnomura hieroglyphica Mello-Leitão, 1917 (Brasil)

### Arachnotermes
Arachnotermes Mello-Leitão, 1928
- Arachnotermes termitophilus Mello-Leitão, 1928 (Brasil)

### Araegeus
Araegeus Simon, 1901
- Araegeus fornasinii (Pavesi, 1881) (Mozambique)
- Araegeus mimicus Simon, 1901 (Sud-àfrica)

### Arasia
Arasia Simon, 1901
- Arasia eucalypti Gardzinska, 1996 (Nova Guinea)
- Arasia mollicoma (L. Koch, 1880) (Queensland)
- Arasia mullion Zabka, 2002 (Nova Gal·les del Sud)

### Arnoliseus
Arnoliseus Braul, 2002
- Arnoliseus calcarifer (Simon, 1902) (Brasil)
- Arnoliseus graciosa Braul i Lise, 2002 (Brasil)

### Artabrus
Artabrus Simon, 1902
- Artabrus erythrocephalus (C. L. Koch, 1846) (Java, Singapur)
- Artabrus jolensis Simon, 1902 (Filipines)
- Artabrus planipudens (Karsch, 1881) (Illes Gilbert)

### Aruana
Aruana Strand, 1911
- Aruana silvicola Strand, 1911 (Illes Aru)
- Aruana vanstraeleni (Roewer, 1938) (Nova Guinea)

### Asaphobelis
Asaphobelis Simon, 1902
- Asaphobelis physonychus Simon, 1902 (Brasil)

### Asaracus
Asaracus C. L. Koch, 1846
- Asaracus megacephalus C. L. Koch, 1846 (Brasil)
- Asaracus pauciaculeis Caporiacco, 1947 (Guyana)
- Asaracus roeweri Caporiacco, 1947 (Guyana)
- Asaracus rufociliatus (Simon, 1902) (Brasil, Guyana)
- Asaracus semifimbriatus (Simon, 1902) (Brasil)
- Asaracus venezuelicus (Caporiacco, 1955) (Veneçuela)

### Ascyltus
Ascyltus Karsch, 1878
- Ascyltus audax (Rainbow, 1897) (Funafuti)
- Ascyltus divinus Karsch, 1878 (Queensland, Fiji)
- Ascyltus ferox (Rainbow, 1897) (Funafuti)
- Ascyltus lautus (Keyserling, 1881) (Nova Guinea, Samoa)
- Ascyltus minahassae Merian, 1911 (Sulawesi)
- Ascyltus opulentus (Walckenaer, 1837) (Tonga)
- Ascyltus pterygodes (L. Koch, 1865) (illes del Pacífic)
- Ascyltus rhizophora Berry, Beatty i Prószynski, 1997 (Fiji)
- Ascyltus similis Berry, Beatty i Prószynski, 1997 (Fiji, Samoa)

### Asemonea
Asemonea O. P.-Cambridge, 1869
- Asemonea crinita Wanless, 1980 (Costa d'Ivori)
- Asemonea cristata Thorell, 1895 (Birmània)
- Asemonea fimbriata Wanless, 1980 (Angola)
- Asemonea flava Wesolowska, 2001 (Kenya)
- Asemonea liberiensis Wanless, 1980 (Libèria)
- Asemonea maculata Wanless, 1980 (Costa d'Ivori)
- Asemonea minuta Wanless, 1980 (Angola)
- Asemonea murphyae Wanless, 1980 (Kenya)
- Asemonea ornatissima Peckham i Wheeler, 1889 (Madagascar)
- Asemonea pallida Wesolowska, 2001 (Kenya)
- Asemonea picta Thorell, 1895 (Birmània)
- Asemonea pinangensis Wanless, 1980 (Malàisia)
- Asemonea pulchra Berland i Millot, 1941 (Central, Àfrica occidental)
- Asemonea santinagarensis (Biswas i Biswas, 1992) (Índia)
- Asemonea serrata Wesolowska, 2001 (Kenya)
- Asemonea sichuanensis Song i Chai, 1992 (Xina)
- Asemonea stella Wanless, 1980 (Kenya, Tanzània, Queensland)
- Asemonea tanikawai Ikeda, 1996 (Okinawa)
- Asemonea tenuipes (O. P.-Cambridge, 1869) (Sri Lanka fins a Tailàndia)
- Asemonea virgea Wesolowska i Szüts, 2003 (Congo)

### Ashtabula
Ashtabula Peckham i Peckham, 1894
- Ashtabula bicristata (Simon, 1901) (Veneçuela)
- Ashtabula cuprea Mello-Leitão, 1946 (Uruguai)
- Ashtabula dentata F. O. P.-Cambridge, 1901 (Guatemala fins a Panamà)
- Ashtabula dentichelis Simon, 1901 (Veneçuela)
- Ashtabula furcillata Crane, 1949 (Veneçuela)
- Ashtabula glauca Simon, 1901 (Mèxic)
- Ashtabula montana Chickering, 1946 (Panamà)
- Ashtabula sexguttata Simon, 1901 (Brasil)
- Ashtabula zonura Peckham i Peckham, 1894 (Colòmbia)

### Asianellus
Asianellus Logunov i Heciak, 1996
- Asianellus festivus (C. L. Koch, 1834) (Paleàrtic)
- Asianellus kazakhstanicus Logunov i Heciak, 1996 (Kazakhstan, Rússia)
- Asianellus kuraicus Logunov i Marusik, 2000 (Rússia)
- Asianellus ontchalaan Logunov i Heciak, 1996 (Rússia)
- Asianellus potanini (Schenkel, 1963) (Kazakhstan fins a la Xina)

### Astia
Astia L. Koch, 1879
- Astia colemani Wanless, 1988 (Queensland)
- Astia hariola L. Koch, 1879 (Queensland, Nova Gal·les del Sud)
- Astia nodosa L. Koch, 1879 (Queensland)

### Atelurius
Atelurius Simon, 1901
- Atelurius segmentatus Simon, 1901 (Veneçuela, Brasil)

### Athamas
Athamas O. P.-Cambridge, 1877
- Athamas debakkeri Szüts, 2003 (New Ireland)
- Athamas guineensis Jendrzejewska, 1995 (Nova Guinea)
- Athamas kochi Jendrzejewska, 1995 (Tahití)
- Athamas nitidus Jendrzejewska, 1995 (Nova Guinea)
- Athamas tahitensis Jendrzejewska, 1995 (Tahití)
- Athamas whitmeei O. P.-Cambridge, 1877 (Noves Hèbrides, Polinèsia)

### Atomosphyrus
Atomosphyrus Simon, 1902
- Atomosphyrus breyeri Galiano, 1966 (Argentina)
- Atomosphyrus tristiculus Simon, 1902 (Xile)

### Attidops
Attidops Banks, 1905
- Attidops cinctipes (Banks, 1900) (EUA)
- Attidops cutleri Edwards, 1999 (EUA, Mèxic)
- Attidops nickersoni Edwards, 1999 (EUA)
- Attidops youngi (Peckham i Peckham, 1888) (EUA, Canadà)

### Attulus
Attulus Simon, 1889
- Attulus helveolus (Simon, 1871) (Europa)

### Augustaea
Augustaea Szombathy, 1915
- Augustaea formicaria Szombathy, 1915 (Singapur)

### Avarua
Avarua Marples, 1955
- Avarua satchelli Marples, 1955 (Illes Cook)

### Avitus
Avitus Peckham i Peckham, 1896
- Avitus anumbi Mello-Leitão, 1940 (Brasil)
- Avitus castaneonotatus Mello-Leitão, 1939 (Argentina)
- Avitus diolenii Peckham i Peckham, 1896 (Panamà)
- Avitus longidens Simon, 1901 (Argentina)
- Avitus taylori (Peckham i Peckham, 1901) (Jamaica)
- Avitus variabilis Mello-Leitão, 1945 (Argentina)

## B

### Bacelarella
Bacelarella Berland i Millot, 1941
- Bacelarella conjugans Szüts i Jocqué, 2001 (Costa d'Ivori)
- Bacelarella dracula Szüts i Jocqué, 2001 (Costa d'Ivori)
- Bacelarella fradei Berland i Millot, 1941 (Àfrica occidental, Congo, Malawi)
- Bacelarella iactans Szüts i Jocqué, 2001 (Costa d'Ivori)
- Bacelarella pavida Szüts i Jocqué, 2001 (Costa d'Ivori)
- Bacelarella tanohi Szüts i Jocqué, 2001 (Costa d'Ivori)
- Bacelarella tentativa Szüts i Jocqué, 2001 (Costa d'Ivori)

### Bagheera
Bagheera Peckham i Peckham, 1896
- Bagheera kiplingi Peckham i Peckham, 1896 (Mèxic, Guatemala)
- Bagheera prosper (Peckham i Peckham, 1901) (EUA, Mèxic)

### Ballognatha
Ballognatha Caporiacco, 1935
- Ballognatha typica Caporiacco, 1935 (Karakorum)

### Ballus
Ballus C. L. Koch, 1850
- Ballus armadillo (Simon, 1871) (Còrsega, Itàlia)
- Ballus chalybeius (Walckenaer, 1802) (Europa, Nord d'Àfrica fins a Àsia central)
- Ballus japonicus Saito, 1939 (Japó)
- Ballus lendli Kolosváry, 1934 (Hongria)
- Ballus piger O. P.-Cambridge, 1876 (Iemen)
- Ballus rufipes (Simon, 1868) (Europa, Nord d'Àfrica)
- Ballus segmentatus Simon, 1900 (Sri Lanka)
- Ballus sellatus Simon, 1900 (Sri Lanka)
- Ballus tabupumensis Petrunkevitch, 1914 (Birmània)
- Ballus variegatus Simon, 1876 (Portugal fins a Itàlia)

### Balmaceda
Balmaceda Peckham i Peckham, 1894
- Balmaceda anulipes Soares, 1942 (Brasil)
- Balmaceda biteniata Mello-Leitão, 1922 (Brasil)
- Balmaceda chickeringi Roewer, 1951 (Panamà)
- Balmaceda modesta (Taczanowski, 1878) (Perú)
- Balmaceda picta Peckham i Peckham, 1894 (Guatemala, Panamà)
- Balmaceda reducta Chickering, 1946 (Panamà)
- Balmaceda turneri Chickering, 1946 (Panamà)
- Balmaceda vera Mello-Leitão, 1917 (Brasil)

### Banksetosa
Banksetosa Chickering, 1946
- Banksetosa dubia Chickering, 1946 (Panamà)
- Banksetosa notata Chickering, 1946 (Panamà)

### Baryphas
Baryphas Simon, 1902
- Baryphas ahenus Simon, 1902 (Sud-àfrica)
- Baryphas eupogon Simon, 1902 (São Tomé)
- Baryphas jullieni Simon, 1902 (Àfrica occidental)
- Baryphas scintillans Berland i Millot, 1941 (Costa d'Ivori, Guinea)
- Baryphas woodi (Peckham i Peckham, 1902) (Sud-àfrica)

### Bathippus
Bathippus Thorell, 1892
- Bathippus birmanicus Thorell, 1895 (Birmània)
- Bathippus brocchus (Thorell, 1881) (Nova Guinea)
- Bathippus dentiferellus Strand, 1911 (Illes Aru)
- Bathippus digitalis Zhang, Song i Li, 2003 (Singapur)
- Bathippus dilanians (Thorell, 1881) (Nova Guinea, Illes Aru)
- Bathippus elaphus (Thorell, 1881) (Nova Guinea)
- Bathippus keyensis Strand, 1911 (Illes Kei)
- Bathippus kochi (Simon, 1903) (Moluques)
- Bathippus latericius (Thorell, 1881) (Nova Guinea)
- Bathippus macilentus Thorell, 1890 (Sumatra)
- Bathippus macrognathus (Thorell, 1881) (Nova Guinea)
- Bathippus macroprotopus Pocock, 1898 (Illes Salomó)
- Bathippus manicatus Simon, 1902 (Borneo)
- Bathippus molossus (Thorell, 1881) (Nova Guinea)
- Bathippus montrouzieri (Lucas, 1869) (Queensland, Nova Caledònia)
- Bathippus morsitans Pocock, 1897 (Borneo)
- Bathippus oedonychus (Thorell, 1881) (Nova Guinea)
- Bathippus oscitans (Thorell, 1881) (Nova Guinea)
- Bathippus pahang Zhang, Song i Li, 2003 (Malàisia)
- Bathippus palabuanensis Simon, 1902 (Java)
- Bathippus papuanus (Thorell, 1881) (Nova Guinea, Illes Salomó)
- Bathippus proboscideus Pocock, 1899 (Nova Guinea)
- Bathippus rechingeri Kulczyn'ski, 1910 (Illes Salomó)
- Bathippus rectus Zhang, Song i Li, 2003 (Singapur)
- Bathippus ringens (Thorell, 1881) (Nova Guinea)
- Bathippus schalleri Simon, 1902 (Malàisia)
- Bathippus sedatus Peckham i Peckham, 1907 (Borneo)
- Bathippus seltuttensis Strand, 1911 (Illes Aru)
- Bathippus semiannulifer Strand, 1911 (Illes Aru, Illes Kei)
- Bathippus shelfordi Peckham i Peckham, 1907 (Borneo)
- Bathippus waoranus Strand, 1911 (Illes Kei)

### Bavia
Bavia Simon, 1877
- Bavia aericeps Simon, 1877 (Malàisia fins a Austràlia, illes del Pacífic)
- Bavia albolineata Peckham i Peckham, 1885 (Madagascar)
- Bavia annamita Simon, 1903 (Vietnam)
- Bavia capistrata (C. L. Koch, 1846) (Malàisia)
- Bavia decorata (Thorell, 1890) (Sumatra)
- Bavia fedor Berry, Beatty i Prószynski, 1997 (Illes Carolina)
- Bavia gabrieli Barrion, 2000 (Filipines)
- Bavia hians (Thorell, 1890) (Sumatra)
- Bavia modesta (Keyserling, 1883) (Queensland)
- Bavia papakula Strand, 1911 (Illes Aru)
- Bavia sexpunctata (Doleschall, 1859) (Sumatra, Illes Ryukyu fins a Austràlia)
- Bavia smedleyi Reimoser, 1929 (Sumatra)
- Bavia sonsorol Berry, Beatty i Prószynski, 1997 (Illes Carolina)
- Bavia thorelli Simon, 1901 (Sulawesi)
- Bavia valida (Keyserling, 1882) (Queensland, Illes Gilbert)

### Baviola
Baviola Simon, 1898
- Baviola braueri Simon, 1898 (Seychelles)
- Baviola luteosignata Wanless, 1984 (Seychelles)
- Baviola vanmoli Wanless, 1984 (Seychelles)

### Beata
Beata Peckham i Peckham, 1895
- Beata aenea (Mello-Leitão, 1945) (Brasil, Argentina)
- Beata blauveltae Caporiacco, 1947 (Guyana)
- Beata cephalica F. O. P.-Cambridge, 1901 (Panamà)
- Beata cinereonitida Simon, 1902 (Brasil)
- Beata fausta (Peckham i Peckham, 1901) (Brasil)
- Beata germaini Simon, 1902 (Brasil, Paraguai)
- Beata hispida (Peckham i Peckham, 1901) (Mèxic)
- Beata inconcinna (Peckham i Peckham, 1895) (Trinidad)
- Beata jubata (C. L. Koch, 1846) (St. Thomas)
- Beata lineata (Vinson, 1863) (Madagascar)
- Beata longipes (F. O. P.-Cambridge, 1901) (Panamà)
- Beata lucida (Galiano, 1992) (Argentina)
- Beata maccuni (Peckham i Peckham, 1895) (Panamà fins a Brasil)
- Beata magna Peckham i Peckham, 1895 (Guatemala fins a Colòmbia)
- Beata munda Chickering, 1946 (Panamà)
- Beata octopunctata (Peckham i Peckham, 1893) (St. Vincent)
- Beata pernix (Peckham i Peckham, 1901) (Brasil)
- Beata rustica (Peckham i Peckham, 1896) (Guatemala fins a Brasil)
- Beata striata Petrunkevitch, 1925 (Panamà)
- Beata venusta Chickering, 1946 (Panamà)
- Beata wickhami (Peckham i Peckham, 1894) (EUA, Bahames, Cuba)
- Beata zeteki Chickering, 1946 (Panamà)

### Belippo
Belippo Simon, 1910
- Belippo anguina Simon, 1910 (São Tomé)
- Belippo calcarata (Roewer, 1942) (Bioko, Angola, Congo)
- Belippo cygniformis Wanless, 1978 (Ghana)
- Belippo ibadan Wanless, 1978 (Nigeria)
- Belippo milloti (Lessert, 1942) (Congo)
- Belippo nexilis (Simon, 1910) (São Tomé)
- Belippo viettei (Kraus, 1960) (São Tomé)

### Belliena
Belliena Simon, 1902
- Belliena biocellosa Simon, 1902 (Veneçuela)
- Belliena flavimana Simon, 1902 (Veneçuela)
- Belliena phalerata Simon, 1902 (Veneçuela)
- Belliena scotti Hogg, 1918 (Trinidad)

### Bellota
Bellota Peckham i Peckham, 1892
- Bellota fascialis Dyal, 1935 (Pakistan)
- Bellota formicina (Taczanowski, 1878) (Perú)
- Bellota livida Dyal, 1935 (Pakistan)
- Bellota micans Peckham i Peckham, 1909 (EUA)
- Bellota modesta (Chickering, 1946) (Panamà)
- Bellota peckhami Galiano, 1978 (Veneçuela)
- Bellota violacea Galiano, 1972 (Brasil)
- Bellota wheeleri Peckham i Peckham, 1909 (EUA)
- Bellota yacui Galiano, 1972 (Argentina)

### Bianor
Bianor Peckham i Peckham, 1886
- Bianor albobimaculatus (Lucas, 1846) (Sud-àfrica, Mediterrani fins a Àsia central)
- Bianor angulosus (Karsch, 1879) (Sri Lanka, Índia fins a la Xina, Vietnam, Indonesia)
- Bianor biguttatus Wesolowska i van Harten, 2002 (Socotra)
- Bianor biocellosus Simon, 1902 (Brasil)
- Bianor compactus (Urquhart, 1885) (Nova Zelanda)
- Bianor concolor (Keyserling, 1882) (Nova Gal·les del Sud)
- Bianor diversipes Simon, 1901 (Malàisia)
- Bianor fasciatus Mello-Leitão, 1922 (Brasil)
- Bianor ghigii (Caporiacco, 1949) (Kenya)
- Bianor hongkong Song i cols., 1997 (Hong Kong)
- Bianor incitatus Thorell, 1890 (Índia fins a la Xina, Java, Sumatra, Caroline Islands)
- Bianor kovaczi Logunov, 2001 (Etiòpia)
- Bianor maculatus (Keyserling, 1883) (Austràlia, Nova Zelanda)
- Bianor monster Zabka, 1985 (Vietnam)
- Bianor murphyi Logunov, 2001 (Kenya)
- Bianor orientalis (Dönitz i Strand, 1906) (Japó)
- Bianor pseudomaculatus Logunov, 2001 (Índia, Vietnam)
- Bianor punjabicus Logunov, 2001 (Índia, Afganistan)
- Bianor quadrimaculatus (Lawrence, 1927) (Namibia)
- Bianor senegalensis Logunov, 2001 (Senegal)
- Bianor simplex (Blackwall, 1865) (Illes Cap Verd)
- Bianor vitiensis Berry, Beatty i Prószynski, 1996 (Fiji)
- Bianor wunderlichi Logunov, 2001 (Illes Canàries, Açores)

### Bindax
Bindax Thorell, 1892
- Bindax chalcocephalus (Thorell, 1877) (Sulawesi)
- Bindax oscitans (Pocock, 1898) (Illes Salomó)

### Bocus
Bocus Peckham i Peckham, 1892
- Bocus angusticollis Deeleman-Reinhold i Floren, 2003 (Borneo)
- Bocus excelsus Peckham i Peckham, 1892 (Filipines)
- Bocus philippinensis Wanless, 1978 (Filipines)

### Bokokius
Bokokius Roewer, 1942
- Bokokius penicillatus Roewer, 1942 (Bioko)

### Brancus
Brancus Simon, 1902
- Brancus bevisi Lessert, 1925 (Guinea, Sud-àfrica)
- Brancus blaisei Simon, 1902 (Àfrica occidental)
- Brancus hemmingi Caporiacco, 1949 (Kenya)
- Brancus muticus Simon, 1902 (Central, Àfrica occidental)
- Brancus poecilus Caporiacco, 1949 (Kenya)
- Brancus verdieri Berland i Millot, 1941 (Guinea)

### Breda
Breda Peckham i Peckham, 1894
- Breda apicalis Simon, 1901 (Brasil)
- Breda bicruciata (Mello-Leitão, 1943) (Brasil)
- Breda bistriata (C. L. Koch, 1846) (Brasil)
- Breda flavostriata Simon, 1901 (Brasil)
- Breda furcifera Schenkel, 1953 (Veneçuela)
- Breda jovialis (L. Koch, 1879) (Austràlia, Tasmania)
- Breda leucoprocta Mello-Leitão, 1940 (Guyana)
- Breda lubomirskii (Taczanowski, 1878) (Perú)
- Breda milvina (C. L. Koch, 1846) (Panamà, Trinidad, Brasil)
- Breda notata Chickering, 1946 (Panamà)
- Breda oserictops (Mello-Leitão, 1941) (Argentina)
- Breda quinquedentata Badcock, 1932 (Paraguai)
- Breda spinimanu (Mello-Leitão, 1941) (Argentina)
- Breda tristis Mello-Leitão, 1944 (Argentina)
- Breda variolosa Simon, 1901 (Brasil)

### Bredana
Bredana Gertsch, 1936
- Bredana alternata Gertsch, 1936 (EUA)
- Bredana complicata Gertsch, 1936 (EUA)

### Brettus
Brettus Thorell, 1895
- Brettus adonis Simon, 1900 (Sri Lanka)
- Brettus albolimbatus Simon, 1900 (Índia, Xina)
- Brettus anchorum Wanless, 1979 (Índia, Nepal)
- Brettus celebensis (Merian, 1911) (Sulawesi)
- Brettus cingulatus Thorell, 1895 (Birmània)
- Brettus madagascarensis (Peckham i Peckham, 1903) (Madagascar)

### Bristowia
Bristowia Reimoser, 1934
- Bristowia afra Szüts, 2004 (Congo)
- Bristowia heterospinosa Reimoser, 1934 (Índia, Xina, Corea, Vietnam, Japó, Krakatau)

### Bryantella
Bryantella Chickering, 1946
- Bryantella smaragdus (Crane, 1945) (Panamà fins a Argentina)
- Bryantella speciosa Chickering, 1946 (Panamà fins a Brasil)

### Bulolia
Bulolia Zabka, 1996
- Bulolia excentrica Zabka, 1996 (Nova Guinea)
- Bulolia ocellata Zabka, 1996 (Nova Guinea)

### Burmattus
Burmattus Prószynski, 1992
- Burmattus albopunctatus (Thorell, 1895) (Birmània)
- Burmattus pococki (Thorell, 1895) (Birmània fins a la Xina, Japó, Vietnam)
- Burmattus sinicus Prószynski, 1992 (Xina)

### Bythocrotus
Bythocrotus Simon, 1903
- Bythocrotus cephalotes (Simon, 1888) (Hispaniola)